# ハシグロボウシインコ
ハシグロボウシインコ (Amazona agilis) は、鳥綱インコ目（オウム目）ヨウム科ボウシインコ属に分類される鳥類。別名ハシグロアカバネボウシ。

## 分布
ジャマイカ中部および東部

## 形態
全長25 - 27センチメートル。頭頂は青灰色で、額に赤い斑紋が入る個体もいる。耳孔を被う羽毛（耳羽）は黒っぽい。頸部を被う羽毛の外縁（羽縁）は暗色で、鱗状に見える。尾羽の色彩は緑色で、外側尾羽基部に青い縁取りのある赤い斑紋が入る。初列雨覆の色彩は赤い。初列風切の色彩は青で先端は暗色、次列風切の色彩は緑色で先端は暗青色。
虹彩は暗褐色。嘴の色彩は暗褐色で、先端に向かうにつれ色彩が淡くなる。後肢の色彩は暗灰色。

## 生態
標高500 - 1,600メートルにある基底が石灰質の多湿林やその林縁にある農耕地などに生息する。渡りは行わないが、食物の成育状況によって移動する。6 - 40羽の群れを形成して生活するが、200羽に達する大規模な群れを形成することもある。樹上にぶら下がりながら、翼を胸部の前で交差させ雨浴びを行う。
果実、液果、種子、花、芽などを食べる。
繁殖形態は卵生。1月下旬から2月に、求愛を行う。主に樹洞に営巣するが、キツツキ類の古巣やブロメリア類の基部などに営巣することもある。3 - 5月に、1回に2 - 3個（まれに4個）の卵を産む。主にメスが抱卵し、飼育下では抱卵期間は28日。雛は孵化してから8週間で巣立つ。

## 人間との関係
トウモロコシやパパイア・マンゴーなどの農作物も食べる。
森林伐採やボーキサイト採掘による生息地の破壊により生息数は減少している。害鳥としての駆除、食用やペット用の狩猟や採集などによっても生息数は減少している。ネズミ類やマングース類といった外来種の、巣への襲来による影響も懸念されている。ハリケーンの襲来や、干ばつによっても生息数が減少している。ジャマイカでは法的に保護の対象とされている。1981年にインコ目単位で、ワシントン条約附属書IIに掲載されている。